# Клеменс, Рэй
Рэ́ймонд Нил (Рэй) Кле́менс (англ. Raymond Neal "Ray" Clemence; 5 августа 1948, Скегнесс, Восточный Линдси, Линкольншир, Англия — 15 ноября 2020) — английский футболист, вратарь. После завершения карьеры — футбольный тренер.

## Карьера

### Клубная
Рэй Клеменс начал карьеру в «Сканторп Юнайтед» в 1965 году. Там его приметил тогдашний тренер «Ливерпуля» Билл Шенкли, и 24 июня 1967 года Рэй за 18 000 фунтов перешёл в стан «красных».
В составе «Ливерпуля» Клеменс дебютировал 25 сентября 1968 года в матче Кубка лиги против «Суонси Сити», отстояв на ноль. Около двух лет Клеменс играл за резервную команду, лишь к 1970 году став основным вратарём. Именно с Клеменсом в воротах для «Ливерпуля» наступила наиболее успешная эра в истории клуба, когда в течение 1970-х и первой половины 1980-х клуб пять раз становился чемпионом Англии и трижды выигрывал КЕЧ. В 1981 году Клеменс впервые за 11 лет начал терять место в составе: его стал вытеснять Брюс Гроббелар, кроме того, «Ливерпуль» отказал Рэю в повышении зарплаты, и он принял решение перейти в «Тоттенхэм Хотспур», в котором отыграл 7 сезонов. Играл в победном Кубке УЕФА сезона 1983/84, но пропустил финал из-за травмы. Завершил карьеру в 1988 году.
Клеменс входит в список наиболее выдающихся игроков «Ливерпуля» на 11-й позиции (наивысшей среди вратарей).

### В сборной
Рэй Клеменс провёл 61 матч за сборную Англии, выступал за неё с 1972 по 1984 год. Его карьера в сборной пришлась на один из самых неудачных периодов в истории сборной Англии: родоначальники футбола не попадали в финальные турниры ЧЕ-72, ЧМ-74, ЧЕ-76 и ЧМ-78. На ЧЕ-1980 Рэй Клеменс сыграл 2 матча, входил в заявку на ЧМ-1982, но не играл на турнире из-за полученной на тренировке травмы спины. Большую часть карьеры Клеменса в сборной он соперничал за место в воротах с другим знаменитым голкипером — Питером Шилтоном.

### Тренерская
Сразу после завершения игровой карьеры Рэй Клеменс вошёл в тренерский штаб «Тоттенхэм Хотспур», в сезоне 1992/93 совместно с Дугом Лайвмуром занимал должность главного тренера. Затем работал с «Барнетом», а в 1996 году бывший партнёр по «Тоттенхэму» Гленн Ходдл пригласил его на пост тренера вратарей в сборную Англии. Клеменс работал на этом посту до декабря 2007 года, пока сборную не возглавил Фабио Капелло и Рэя не сменил Франко Танкреди. Несмотря на это, Клеменс продолжил работать в штабе национальной команды.

## Достижения
- Чемпион Англии (5): 1972/73, 1975/76, 1976/77, 1978/79, 1979/80
- Обладатель Кубка Англии (2): 1973/74, 1981/82
- Обладатель Кубка Футбольной лиги: 1980/81
- Обладатель Суперкубка Англии (6): 1974, 1976, 1977 (разделённый), 1979, 1980, 1981 (разделённый)
- Обладатель Кубка европейских чемпионов (3): 1976/77, 1977/78, 1980/81
- Обладатель Кубка УЕФА (3): 1972/73, 1975/76, 1983/84
- Обладатель Суперкубка УЕФА: 1977

## Личная жизнь
Рэй Клеменс — член ордена Британской империи (MBE), он был удостоен этой награды за футбольные заслуги. Его сын Стивен также был профессиональным футболистом.